# Бідність

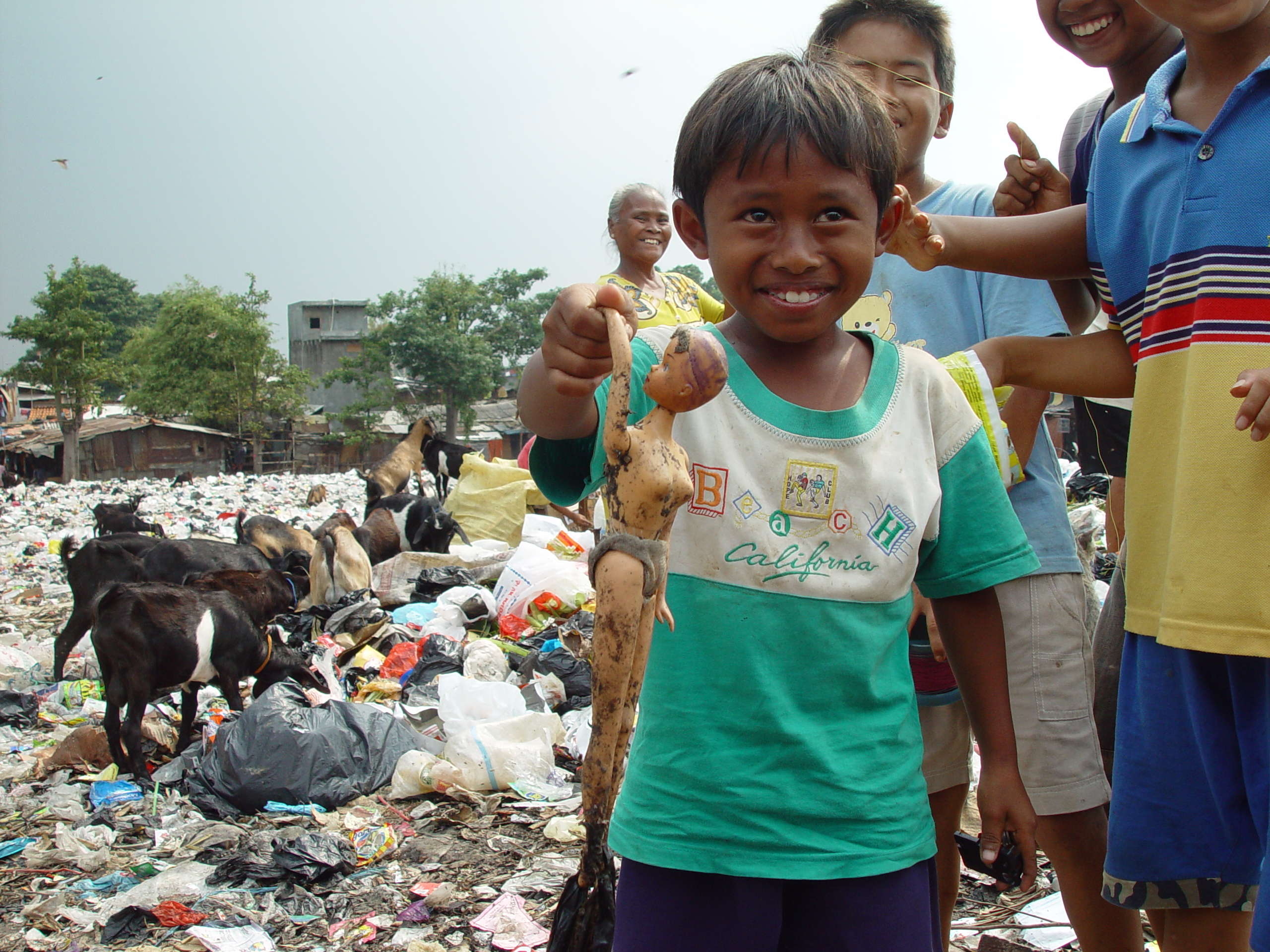
Хлопчик грає з сміттям у сміттєзвалищі в Джакарті, Індонезія

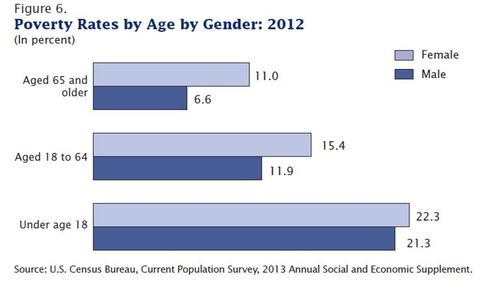
Фемінізація бідності (2012)

Бідність (англ. Poverty) — соціальне положення, що характеризується відсутністю необхідних матеріальних засобів для того, щоб проводити повноцінне (відповідно до норм прийнятих суспільством) життя: наприклад, неможливість прогодувати свою родину, дати освіту дітям чи забезпечити сім'ю якісним медичним обслуговуванням.Бідність може мати різноманітні екологічні, правові, соціальні, економічні та політичні причини та наслідки. При оцінці бідності в статистиці чи економіці існує два основні показники: абсолютна бідність, яка порівнює дохід із сумою, необхідною для задоволення основних особистих потреб, таких як їжа, одяг і житло; по-друге, відносна бідність вимірюється, коли особа не може досягти мінімального рівня життя порівняно з іншими людьми, які живуть у той самий час і в тому самому місці. Визначення відносної бідності відрізняється від однієї країни до іншої або від одного суспільства до іншого.
За статистикою, станом на 2019 рік більшість населення світу живе в бідності: у доларах за паритетом купівельної спроможності (ПКС) 85 % людей живуть менш ніж на $30 на день, дві третини — менш ніж на $10 на день, а 10 % — менш ніж на $1,90 на день. За даними Групи Світового банку у 2020 році, понад 40 % бідних живуть у країнах, що постраждали від конфліктів. Навіть коли країни переживають економічний розвиток, найбідніші громадяни країн із середнім рівнем доходу часто не отримують достатньої частки зростаючого багатства своїх країн, щоб вийти з бідності. Уряди та неурядові організації експериментували з низкою різних політик і програм для подолання бідності, таких як електрифікація в сільській місцевості або політика першочергового будівництва житла в міських регіонах. Основи міжнародної політики щодо подолання бідності, встановлені Організацією Об'єднаних Націй у 2015 році, узагальнені в Цілі сталого розвитку 1: «Ні бідності».
Соціальні чинники, такі як стать, інвалідність, раса та етнічна приналежність, можуть загострювати проблеми бідності, коли жінки, діти та меншини часто несуть нерівний тягар бідності. Крім того, бідні люди є більш вразливими до наслідків інших соціальних проблем, таких як вплив промисловості на навколишнє середовище або вплив зміни клімату чи інших природних катаклізмів чи екстремальних погодних явищ. Бідність також може погіршити інші соціальні проблеми; економічний тиск на бідні громади часто призводить до вирубки лісів, втраті біорізноманіття та етнічних конфліктах. Саме тому Цілі сталого розвитку ООН та інші міжнародні політичні програми, такі як міжнародне відновлення після COVID-19, підкреслюють зв'язок подолання бідності з іншими суспільними цілями.

## Перші соціологічні дослідження
Систематичне дослідження проблеми бідності провів уперше Бенджамін Сібом Роунтрі (англ. Benjamin Seebohm Rowntree): йому ж і належить перше формальне означення бідності, для чого він ввів концепцію кошика базових продуктів. Кожен хто не міг дозволити собі придбати цей кошик продуктів вважався бідним. Кошик запропонований Роунтрі був ідентичним раціону що його давали бідним у робітних будинках, та продукти включені до нього важко назвати делікатесами. Перші два дослідження були проведені у 1860-х роках, потім, під впливом дослідження проведеного Чарлзом Бутом (англ. Charles Booth, «Life and Labour of the People in London» (1889)), Роунтрі вирішив провести власні дослідження у Йорку. Дослідження тривало два роки, та у 1901 році було опубліковано під назвою «Бідність, Дослідження життя у місті» (англ. Poverty, A Study of Town Life).
Результати були майже революційні для Вікторіанського суспільства, в котрому загальноприйнятою точкою зору на бідність був погляд що бідний означає грішний, та що бідність це ознака лінивства. Натомість Роунтрі розрізняв «первинну» бідність та «вторинну» бідність. «Первинна» бідність це нездатність придбати базовий кошик продуктів, тому що людина недостатньо заробляє, не в змозі знайти роботу через хворобу, травму чи погану економічну ситуацію. «Вторинна» бідність, що її розрізняв Роунтрі, це витрати що не є необхідними та є на шкоду необхідним (наприклад, алкоголь), та більше відповідала прийнятим у суспільстві поглядам. Зібрані Роунтрі статистичні дані продемонстрували що значна частина бідних є належить до категорії «первинно» бідних. Політикам та інтелектуалам не зайняло багато часу встановити залежність між рівнем бідності та його зменшенням при збільшенні зайнятості, зрості платні та наявності громадського медичного обслуговування та соціальних служб.
Поширення у західних країнах служби соціальної допомоги незаможним та загальний зріст добробуту привели до того, що до 1950 р. бідність, як нездатність придбати кошик базових продуктів зникла.

## Сучасне означення та приклади
На сьогоднішній день використовуються два відмінних означення: абсолютна та відносна бідність.
Стратегія подолання бідності (2001 р.) визначає бідність як неможливість унаслідок нестачі коштів підтримувати спосіб життя, притаманний конкретному суспільству в конкретний період часу
Методика проведення моніторингу та оцінювання ефективності програм соціальної підтримки населення (2017 р.) передбачає розрахунок системи показників бідності із застосовуванням відносного та абсолютного її критеріїв. Основу оцінок бідності за відносним критерієм є розрахунки сукупних еквівалентних витрат особи нижче 75 відсотків медіанного рівня середньодушових еквівалентних сукупних витрат. За абсолютними критеріями бідність оцінюється:
1) загальні еквівалентні доходи особи нижче законодавчо встановленого прожиткового мінімуму в розрахунку на місяць у середньому на одну особу, який затверджується законом про державний бюджет України на відповідний рік (абсолютний критерій за доходами нижче законодавчо встановленого прожиткового мінімуму);
2) загальні еквівалентні доходи особи нижче фактичного (розрахункового) прожиткового мінімуму в розрахунку на місяць у середньому на одну особу (абсолютний критерій за доходами нижче фактичного прожиткового мінімуму);
3) сукупні еквівалентні витрати особи нижче фактичного (розрахункового) прожиткового мінімуму в розрахунку на місяць у середньому на одну особу на місяць (абсолютний критерій за витратами нижче фактичного прожиткового мінімуму).
Спільним в обох методах оцінки є те що дохід та відповідно рівень споживання даної особи/сім'ї є недостатніми для задоволення певних мінімальних потреб. Конкретне визначення порогових значень як для абсолютної, так і для відносної бідності залежить від країни де воно застосовується. Наприклад в США, бідність для родини (не фермерської) із більше ніж трьох осіб визначається як рівень доходів нижчий ніж потроєна вартість найдешевшого із чотирьох продуктових планів визначених Департаментом Сільського господарства. Причина такого вибору: Департамент Сільського господарства у дослідженні 1955 року (1955 Household Food Consumption Survey) встановив що, в середньому, сім'я із трьох осіб витрачає третину доходу на харчування. Відштовхуючись від цих даних та визначивши дешевий дієтологічно адекватний план для такої сім'ї, легко визначити рівень доходів сім'ї що не відповідає цьому типовому для суспільства значенню. Очевидно тут маємо справу із визначенням відносної бідності. Іншим прикладом є означення бідності прийняте Європейським Союзом у 1984 році. Воно визначає, що «бідні це ті, чиї ресурси (матеріальні, культурні та соціальні) є настільки обмеженими, що виключають можливість провадити мінімально прийнятний рівень життя в суспільстві тієї країни у якій вони проживають».
Прикладом індикатору оцінки абсолютної бідності може слугувати визначення у Доповіді зі всесвітнього розвитку 1990 року, де верхня межа бідності для країн третього світу встановлена на рівні 370 доларів США на рік (купівельної спроможності 1985 року).
Вирізняють також монетарну і немонетарну бідність. Монетарна бідність — це нестача коштів для підтримання способу життя, притаманного конкретному суспільству в конкретний період. Немонетарна бідність — це позбавлення або обмеженість доступу до матеріальних благ / послуг для підтримання способу життя, притаманного конкретному суспільству в конкретний період.

## Проблеми із сучасним означенням та пропоновані нові означення
З появою соціальних держав, сьогодні бідні верстви населення у західних країнах живуть незрівнянно краще від бідних вікторіанських часів. Соціальний склад бідних верств населення змінювався із часом, наприклад у Великій Британії у 1970-х та 1980-х роках це були пенсіонери та самотні батьки, а в 1980-х це були головним чином багатодітні сім'ї.
Використання одного параметру (дохід) в означенні часто приводить до парадоксальних ситуацій, наприклад коли пенсіонери що володіють повністю виплаченою нерухомістю (наприклад будинком, виплати за який сім'я робила 20 років, чи земельними ділянками) потрапляють у категорію бідних. Сьогодні вартість промислових продуктів є дуже низькою, та стало можливим для бідних придбати такі товари як телевізор, комп'ютер чи мобільний телефон, натомість вартість послуг є високою. Тому на сьогодні соціологи розглядають ряд альтернативних означень для бідності, найпоширенішим є: нездатність придбати чи мати доступ до базового кошика послуг. Список послуг із кошика є різним, наприклад для США він включає медичну страховку, чи банківський рахунок у Великій Британії.

## Глобальний стан бідності
Світовий банк використовує три різні межі бідності з щоденними індивідуальними доходами, відповідно: $ 2,15; $ 3,65 та $ 6,85, причому за другим рівнем у $ 3,65 на людину на день вважається більш відповідним для країн із рівнем доходу нижче середнього; $ 6,85 — зазвичай використовується для країн із рівнем доходу вище середнього.
Згідно з новим звітом Світового банку під назвою «Бідність, процвітання та планета 2024 : шляхи виходу з полікризи», близько 8,5 % населення світу зараз живе в умовах крайньої бідності — майже 700 мільйони людей — менш ніж на 2,15 долара США на людину в день (перший рівень бідності). Хоча це значне покращення порівняно з 1990 роком, коли 37,9 % населення світу проживали в умовах крайньої бідності, темпи прогресу сповільнюються. Звіт висловлює побоюються, що 2020-30 роки стануть в цьому сенсі «втраченим десятиліттям». Ця стагнація прогресу є результатом багатьох проблем, що збігаються, включаючи повільне економічне зростання, підвищену крихкість, кліматичні ризики та підвищену невизначеність. У 2024 році приблизно 1,7 мільярда людей (21,4 %) проживають за доходами $ 3,65 та нижче, а 3,5 мільярда людей (43,6 %) залишаються бідними за стандартом, більш відповідним для країн із доходом вище середнього ($ 6,85 на день). Хоча з 1990-х років частка людей із доходом менше $ 6,85 на день зменшилася, фактична кількість людей, які живуть за таких обставин, залишається приблизно однаковою через зростання населення.
У Південній Азії під час пандемії частка людей, які живуть у бідності, зросла більше, ніж у середньому по світу. 1,48 мільярда людей Південної Азії живуть у 2024 році з доходами нижче $ 6,85, їх частка складає 75,6 % південноазійського населення, що значно перевищує середній світовий показник.

## Інститути боротьби з бідністю

### Міжурядові організації
У 2015 році всі держави-члени ООН прийняли 17 Цілей сталого розвитку в рамках Порядку денного розвитку на період після 2015 року, який має на меті створити майбутню глобальну систему розвитку, що прийде на зміну Цілям розвитку тисячоліття, які були встановлені у 2000 році та мали бути досягнуті до 2015 року. Більшість цілей мають бути досягнуті до 2030 року, хоча деякі з них не мають кінцевої дати. Ціль 1 — «покінчити з бідністю в усіх її формах повсюдно». Вона спрямована на ліквідацію крайньої бідності для всіх людей, що вимірюється щоденною заробітною платою менше ніж 1,25 долара США, і принаймні половини загальної кількості чоловіків, жінок і дітей, які живуть у бідності. Крім того, на національному рівні мають бути створені системи соціального захисту та забезпечений рівний доступ до економічних ресурсів. На національному, регіональному та міжнародному рівнях мають бути розроблені стратегії, спрямовані на підтримку викорінення бідності.

### Банки розвитку
Фінансова установа розвитку, також відома як банк розвитку, є фінансовою установою, яка надає ризиковий капітал для проєктів економічного розвитку на некомерційній основі. Вони часто створюються та належать урядам для фінансування проєктів, які інакше не змогли б отримати фінансування від комерційних кредиторів. До них належать міжнародні фінансові установи, такі як Світовий банк, який є найбільшим банком розвитку.

### Неурядові організації
За останні десятиліття кількість неурядових організацій різко зросла. Форуми високого рівня з питань ефективності допомоги, які координувалися ОЕСР, виявили, що це призводить до фрагментації, коли занадто багато агентств фінансують занадто багато невеликих проєктів, використовуючи занадто багато різних процедур, а державні служби країн-донорів перевантажені підготовкою звітів для кожного з них.
Значна частина допомоги від країн-донорів є зв'язаною, тобто зобов'язує країну-реципієнта витрачати кошти на продукти та експертизу, що походять лише з країни-донора. Законодавство США вимагає, щоб продовольча допомога витрачалася на купівлю їжі вдома, а не там, де живуть голодні, і, як наслідок, половина коштів витрачається на транспорт. Місцеві НУО мають більший досвід у своїх регіонах, менші накладні витрати, а отже, мають тенденцію бути більш ефективними у наданні допомоги, але отримують менше фінансування. Наприклад, житла лише для одного західного гуманітарного працівника в Ефіопії достатньо, щоб платити зарплату чотирьом чи п'ятьом місцевим працівникам НУО. Двосторонні державні програми допомоги, такі як Агентство США з міжнародного розвитку, прагнуть збільшити свою частку фінансування через «місцевих партнерів», що називається «локалізацією». Перешкоди включають підзвітність, коли легше делегувати відповідальність за витрати одній міжнародній НУО, ніж відстежувати гроші платників податків, що йдуть на численні дрібні місцеві НУО.

### Комерційні установи
індустріальний комплекс бідності — це комерційні компанії, що перебирають на себе функції, які раніше виконували державні установи. Вважається, що стимул для отримання прибутку в таких компаніях заважає ефективному наданню необхідних послуг. Допомога від багатших країн все частіше надходить через комерційні установи. Виявлено, що такі лікарні ув'язнюють пацієнтів і утримують трупи за несплату внесків.

## Рівень бідності в Україні

### За абсолютним критерієм
В Україні частка населення, чиє споживання є нижчим від рівня фактичного прожиткового мінімуму, становить 23,5 %", говорить Академік НАН України, директор Інституту демографії та соціальних досліджень Елла Лібанова. "За період з 2000 по 2008 рр., рівень бідності за цим критерієм стрімко зменшувався: якщо у 2000 році частка бідного населення за абсолютним виміром становила 71,2 %, то у 2008 лише 19,9 %. У 2009 році цей показник помітно зріс і становив 24,8 %, а у 2010 році рівень бідності за цим критерієм трохи зменшився.

### За відносним критерієм
За офіційними даними, протягом останнього року масштаби бідності в Україні скоротилися. Так, рівень бідності за відносним критерієм у 2010 році склав 24,1 % (у 2009 році за межею бідності було 26,4 % населення України). Національною межею бідності визначено 75%-ий поріг медіанного рівня сукупних еквівалентних витрат у розрахунку на умовного дорослого, що визначається за даними обстеження умов життя домогосподарств України. Протягом останніх десяти років за цим критерієм рівень бідності залишився відносно стабільним (на рівні 26-27 %), хоча національна межа бідності зросла за цей час майже в п'ять разів (зі 175 гривень у 2001 році до 944 гривень у 2010 році).